# Дипалладийгафний
Дипалладийгафний — бинарное неорганическое соединение, интерметаллид
палладия и гафния
с формулой HfPd2,
кристаллы.

## Получение
- Сплавление стехиометрических количеств чистых веществ:

{\displaystyle {\mathsf {2Pd+Hf\ {\xrightarrow {2075^{o}C}}\ HfPd_{2}}}}

## Физические свойства
Дипалладийгафний образует кристаллы
тетрагональной сингонии,
пространственная группа I 4/mmm,
параметры ячейки a = 0,3410 нм, c = 0,8635 нм, Z = 2,
структура типа дисилицида молибдена MoSi2
.
Соединение конгруэнтно плавится при температуре 2075°C
и стабильно при температуре выше 1370°C.